# Mečeříž
Mečeříž (německy Mečeřisch, Metscherschisch) je obec v okrese Mladá Boleslav v Středočeském kraji. Rozkládá se asi dvacet kilometrů jihozápadně od Mladé Boleslavi. Žije zde 568 obyvatel.

## Historie
První písemná zmínka o obci pochází z roku 1046.

## Obyvatelstvo
| Rok            | 1869 | 1880 | 1890 | 1900 | 1910 | 1921 | 1930 | 1950 | 1961 | 1970 | 1980 | 1991 | 2001 | 2011 | 2021 |
| -------------- | ---- | ---- | ---- | ---- | ---- | ---- | ---- | ---- | ---- | ---- | ---- | ---- | ---- | ---- | ---- |
| Počet obyvatel | 527  | 662  | 604  | 649  | 709  | 684  | 670  | 521  | 521  | 471  | 416  | 395  | 380  | 465  | 540  |
| Počet domů     | 88   | 99   | 108  | 132  | 149  | 156  | 174  | 179  | 159  | 147  | 144  | 183  | 191  | 205  | 230  |

## Obecní správa

### Územněsprávní začlenění
Dějiny územněsprávního začleňování zahrnují období od roku 1850 do současnosti. V chronologickém přehledu je uvedena územně administrativní příslušnost obce v roce, kdy ke změně došlo:
- 1850 země česká, kraj Jičín, politický okres Nymburk, soudní okres Nové Benátky[6]
- 1855 země česká, kraj Mladá Boleslav, soudní okres Nové Benátky[6]
- 1868 země česká, politický okres Mladá Boleslav, soudní okres Nové Benátky[6]
- 1937 země česká, politický okres Mladá Boleslav expozitura Nové Benátky, soudní okres Nové Benátky[7]
- 1939 země česká, Oberlandrat Jičín, politický okres Mladá Boleslav expozitura Nové Benátky, soudní okres Nové Benátky[8]
- 1942 země česká, Oberlandrat Praha, politický okres Brandýs nad Labem, soudní okres Nové Benátky[9]
- 1945 země česká, správní okres Mladá Boleslav, expozitura a soudní okres Benátky nad Jizerou[10]
- 1949 Pražský kraj, okres Mladá Boleslav[11]
- 1960 Středočeský kraj, okres Mladá Boleslav[12]
- k 1. lednu 1980 Středočeský kraj, okres Mladá Boleslav, obec Dolní Slivno[13]
- k 24. listopadu 1990 Středočeský kraj, okres Mladá Boleslav[13]

### Obecní symboly
Znak a vlajka byly obci uděleny rozhodnutím předsedy Poslanecké sněmovny Parlamentu České republiky dne 28. listopadu 2000.

## Společnost
V městysi Mečeříž s 687 obyvateli v roce 1932 byly evidovány tyto úřady, živnosti a obchody: autodrožka, obchod s dobytkem, holič, klempíř, 2 koláři, konsum Chleborád, 2 kováři, 2 krejčí, 3 mechanici, 4 obuvníci, pekař, pískovna, 2 rolníci, 2 řezníci, 2 sedláři, 2 obchody se smíšeným zbožím, spořitelní a záložní spolek, šrotovník, švadlena, trafika, truhlář.

## Doprava
Silniční doprava
- Do obce vedou silnice III. třídy.

Železniční doprava
- Železniční stanice ani trať na území obce nejsou. Nejblíže obci je železniční stanice Kropáčova Vrutice ve vzdálenosti 5 km ležící na trati 070 v úseku z Neratovic do Mladé Boleslavi.

Autobusová doprava
- V obci zastavovaly v květnu 2011 autobusové linky jedoucí do těchto cílů: Benátky nad Jizerou, Bezno, Brandýs nad Labem-Stará Boleslav, Kropáčova Vrutice, Mladá Boleslav, Praha.[16]

## Pamětihodnosti
- Kostel Povýšení svatého Kříže
- Zvonice
- Horka – pahorek s památným stromem (Borovice lesní)
- Obcí prochází naučná stezka Krajinou Rudolfa II.

## Významní rodáci
- Karel Trinkewitz (1931–2014), básník a výtvarník